# 13964 Ла Білльярдієр
13964 Ла Білльярдієр (13964 La Billardiere) — астероїд головного поясу, відкритий 3 серпня 1991 року.
Тіссеранів параметр щодо Юпітера — 3,173.